# إيرا ديفيس
إيرا ديفيس (بالإنجليزية: Ira Davis)‏ هو لاعب القفز الثلاثي أمريكي، ولد في 25 سبتمبر 1936 في فيلادلفيا في الولايات المتحدة.

## وصلات خارجية
- إيرا ديفيس على موقع الاتحاد الدولي لألعاب القوى (الإنجليزية)
- إيرا ديفيس على موقع أوليمبيديا (الإنجليزية)